# Mad World
Mad World este un film românesc din 2010 regizat de Andreia Dobrotă.